# Mycocentrodochium curvisporum
Mycocentrodochium curvisporum är en svampart som beskrevs av K. Matsush. & Matsush. 1996. Mycocentrodochium curvisporum ingår i släktet Mycocentrodochium, divisionen sporsäcksvampar och riket svampar.   Inga underarter finns listade i Catalogue of Life.